# Mariestads kommun
58°42′N 13°49′Ø / 58.700°N 13.817°Ø
Mariestad kommune ligger i det svenske län Västra Götalands län i landskapet Västergötland. Kommunens administrationscenter ligger i byen Mariestad. Kommunen ligger ved den store sø Vänern og har en 140 km lang kyst. Det store indlandshav og den smukke skærgård med 22.000 øer, holme og skær bidrager til at give kommunen en meget speciel karakter.

## Byer
Mariestad kommune har fem byer,
(indb. pr. 31. december 2005):
| #  | By        | Indbyggere |
| -- | --------- | ---------- |
| 1. | Mariestad | 15.448     |
| 2. | Ullervad  | 911        |
| 3. | Lugnås    | 648        |
| 4. | Sjötorp   | 551        |
| 5. | Lyrestad  | 499        |